# Гаврилово (Ярославский район)
Гаврилово — деревня в Ярославском районе Ярославской области. Входит в состав Заволжского сельского поселения.

## География
Находится в восточной части Ярославской области на расстоянии приблизительно 12 км на юго-восток по прямой от станции Филино.

## История
В 1859 году здесь (деревня Ярославского уезда Ярославской губернии) было учтено 28 дворов, в 1898 — 50.

## Население
Численность населения: 174 человека (1859 год), 24 (русские 100 %) в 2002 году, 41 в 2010.

## Достопримечательности
В деревне расположена действующая часовня Иоанна Предтечи (1908).

## Общественный транспорт
Гаврилово обслуживается автобусными маршрутами №№ 124 Ярославль (КДП Заволжье) — Прусово (шесть рейсов ежедневно) и 124к Ярославль (Красная площадь) — Прусово (пять рейсов ежедневно).

## Улицы
Лесная, Заволжская, Мира, Светлая, Запрудная, Новая, Садовая, Берёзовая.